# Svenska nationaltruppen
Svenska nationaltruppen var en folkmusikgrupp från Hälsingland kretsande kring fiolspelmännen Thore Härdelin, Jon-Erik Hall och Pelle Schenell samt Thores hustru Anna-Greta på dragspel och sång. Genom Thore Härdelins breda kontaktnät och egenskap som centralfigur inom Hälsinglands folkmusik fick gruppen många spelningar och blev rikskänd. Gruppen turnerade både i Sverige och USA och spelade på Skansen. Med sättningen Thore Härdelin och Hall spelade de in ett antal 78-varvare och det var då de på förslag av utgivaren "Husmoderns röst" fick namnet "Svenska Nationaltruppen". Låtarna var i början traditionella norrhälsingelåtar som mer och mer blandades ut med egna kompositioner i en egen virtuos stil med inslag av konstmusik och nationalromantik. Spelmännen behärskade lokala speldialekter men hade ambitionen att spela mer välstädat och prydligt. Främst genom Thores arrangemang och spel av andrastämmor blev gruppen stilbildande för sättet att samspela på över hela landet.
Gruppnamnet "Svenska Nationaltruppen" kom sedan att leva vidare med andra spelmän inom den svenska folkmusiken.

## Diskografi

### 78-varvare
- 1911- Mårten Anderssons vals, Hasselapolska (Jon-Erik Hall) och Dellens vågor (av Johan von Schwartz)

(Gramophone 287921/287922, återutgavs 1914 på Victor, 1920 på Gramophone och 1924 på HMV)  
- 1914- Delsbo brudmarsch, Fjusnäsvalsen (Jon-Erik Hall) och Hultkläppens vals (efter Hultkläppen)

(Gramophone 287917/287918)
- 1914- From-Olles gånglåt (efter From-Olle), From-Olles polska (efter From-Olle) och Polska efter Kus-Nisse, Gnarp

(Gramophone 287925/287926)
- 1917- Delsbovalsen, "gammal vals från 1600-talet" (av Pelle Schenell eller Jon-Erik Hall), Pelles rullstråkspolska (Pelle Schenell) och Gammal hälsingepolska (Pelle Schenell, Gnarp)

(Gramophone 287929/287930)
- 1917- "Urgammal bröllopsmarsch" (Trollens brudmarsch) (Pelle Schenell), "Gammal vals från Hassela" (Jon-Erik Hall)

(Gramophone 287938/287937)

### LPochEP
- 1987 - Gammal svensk folkmusik från 78-varvare (3 LP med ett antal låtar från 78-varvare ovan)